# Nora Dumasová
Nora Dumasová (nepřechýleně Nora Dumas; 1890, Budapešť – 23. května 1979, Genthod, Švýcarsko) byla maďarská fotografka působící převážně v Paříži v humanistickém žánru.

## Životopis
Nora Dumasová se narodila jako Kelenföldi Telkes Nóra v roce 1890 v Budapešti a v roce 1913 odešla do Paříže ve Francii. Období 1914–1917 strávila v internačním táboře, poté odešla do Spojených států, kde se seznámila se švýcarským architektem Adrienem-Émilem Dumasem, za kterého se provdala.
Po návratu do Francie se pár usadil v obci Moisson. Noriny fotografie vytvořené tam a také ve vesnicích na Seině zobrazují život na venkově jako ohrožený v důsledku válečné decimace mužské populace a chudoby. Ergy Landau ji přijala jako asistentku ve svém ateliéru v Paříži v roce 1929, kde spolupracovaly téměř deset let a sdílely slavnou ukrajinskou modelku Assii Granatouroff pro studiové fotografie aktu. Obě také produkovaly portréty dospělých a dětí a módní fotografie. Její fotografie tažného koně napjatého u jha přitáhla pozornost diváků a byla zařazena na výstavu s Ergy Landau a André Kertészem, Das Lichtbild v Mnichově v roce 1931 a na další výstavy v Paříži a Bruselu. V roce 1937 Beaumont a Nancy Newhallovi navštívili Paříž na líbánkách, které spojili s návštěvami sběratelů fotografií a fotografů na výstavě Fotografie 1839-1937, kterou byl Beaumont, tehdy knihovník Muzea moderního umění, pověřen jako kurátor této instituce. Během této návštěvy koupil díla Dumasové, Brassaie a dalších.
Dumasová se připojila k fotografické agentuře Rapho, kterou založil Charles Rado, aby zastupovala maďarské přátele a fotografy uprchlíky včetně takových osobností jako byli například: Brassaï, Ergy Landau nebo Ylla. Její práce převzala řada časopisů včetně Vu, Bifur, Photographie, Paris magazine (časopis o klepech celebrit) a Follies (oblíbený francouzský časopis s pin-up girl) a v roce 1940 v USA se objevily její snímky v Life. V roce 1955 Edward Steichen zařadil její fotografii žoviálního francouzského farmáře (připsáno jí a agentuře Rapho Agency) do světového turné výstavy Lidská rodina od MoMA, kterou vidělo 9 milionů lidí.
Nora Dumasová zemřela 23. května 1979 ve svém domě Pension du Sautoir d'Or v Genthodu ve Švýcarsku. Byla zpopelněna v krematoriu Saint-Georges v Petit-Lancy (předměstí Ženevy) a pohřbena na hřbitově v Nernier na francouzské straně Ženevského jezera po boku svého manžela.
Její díla jsou archivována agenturou Rapho.

## Výstavy
- 1931 - Galerie Pléiade, s Ilse Bingovou a Mauricem Tabardem
- 1931 - Galerie Plume d'Or
- 1931 - Mnichov, mezinárodní výstava Das Lichtbild (spolu s Florence Henri, Germaine Krull, Ergy Landau, Kollar, André Kertész)
- 1933 - Studio Saint-Jaques Galerie, výstava s názvem Exposition pour la Constitution des Artistes Photographes
- 1933 - Maďarský dům v Paříži, fotografie hongrois
- 1933 – Brusel Deuxiéme Internationale de la Photographie et du Cinéma 1937 (s Kollarem, Brassai, Kertészem, Landauem, Boucherem, Zuberem)
- 1937 - Galerie d'Art et Industrie, skupinová výstava
- 1938 - Galerie Paul Magné, Revue de la Photographie 1938
- 1939 – Brusel, Palais des Beaux-Art, výstava Le Visages de la France
- 1955 - Lidská rodina, mezinárodní výstava MoMA, turné.
- 1957 - Budapešť, Madome
- 1989 – Musée Nicéphore-Niépce, výstava jejích sebraných děl v Chalon-sur-Saône